# Born in the U.S.A. Tour
Il Born in the U.S.A. Tour fu una tournée intrapresa da Bruce Springsteen nel biennio 1984-1985.

## Formazione
- Bruce Springsteen – voce, chitarra e armonica a bocca

### E Street Band
- Roy Bittan – pianoforte, tastiere e cori
- Clarence Clemons – sassofono, strumenti a percussione e cori
- Danny Federici – organo elettronico, glockenspiel elettronico, pianoforte e tastiere
- Nils Lofgren – chitarra e cori
- Patti Scialfa – tastiere, tamburello basco e cori
- Garry Tallent – basso elettrico
- Max Weinberg – batteria

## Scaletta
Secondo i dati forniti dal sito web specializzato setlist.fm, la seguente è stata la scaletta adottata più frequentemente durante il Born in the U.S.A. Tour:
1. Born in the U.S.A.
2. Out in the Street
3. Johnny 99
4. Atlantic City
5. Darlington County
6. Prove It All Night
7. Working on the Highway
8. The River
9. Badlands
10. Glory Days
11. Trapped (di Jimmy Cliff)
12. The Promised Land
13. My Hometown
14. Thunder Road
15. Cover Me
16. Dancing in the Dark
17. Hungry Heart
18. Cadillac Ranch
19. Downbound Train
20. I'm on Fire
21. Pink Cadillac
22. Bobby Jean
23. Racing in the Street
24. Rosalita (Come Out Tonight)
25. Born to Run
26. Ramrod
27. Jungleland
28. Twist and Shout (degli Isley Brothers)
29. Detroit Medley